# Березин, Николай Алексеевич
Никола́й Алексе́евич Бере́зин (21 июля 1956, Москва — 27 ноября 2011, Иркутск) — советский и российский театральный режиссёр. Народный артист Российской Федерации
  (2007).

## Биография
Родился 21 июля 1956 года в Москве.
В 1978 году окончил актёрский, а в 1986 году — режиссёрский факультеты театрального училища им. Щукина. С 1978 по 1985 год актёр Ленинградского театра им. Ленинского комсомола.
С 1986 по 1990 год главный режиссёр Русского драматического театра Башкортостана в Уфе.
С 1990 по 2011 год главный режиссёр и художественный руководитель Читинского областного драматического театра. Поставил более 50 спектаклей, выучил и выпустил в профессию десятки артистов, сыграл немало ярких ролей.
Член Союза театральных деятелей Российской Федерации.
Скоропостижно скончался 27 ноября 2011 года на 56-м году жизни во время гастролей театра в Иркутске. Урна с прахом захоронена на Ваганьковском кладбище рядом с родственниками (12 участок).

### Память
Спустя год после смерти Березина на доме в Чите, где он жил и работал, была открыта мемориальная доска.
В 2022 году имя Березина присвоено Забайкальскому краевому драматическому театру.

## Фильмография
- 1978 — Вечер воспоминаний
- 1978 — Это в сердце было моём
- 1978 — Явка с повинной
- 1984 — Жил-был доктор... — Фёдор Поликанов

## Признание и награды
- Заслуженный деятель искусств Российской Федерации (1996);
- Народный артист Российской Федерации (2007)[2].
- Премия Правительства Российской Федерации в области культуры (2008)[7].